# Тонна охлаждения
Тонна охлаждения (англ. ton of refrigeration) — историческая, внесистемная, единица мощности, используемая в Северной Америке для измерения холодопроизводительности промышленных холодильных установок и систем кондиционирования воздуха. Одна тонна охлаждения равна тепловой мощности, требуемой для растопления за 24 часа одной короткой тонны чистого льда при с начальной температурой 0 °C (32 °F). Американская тонна охлаждения равна 3320 ккал/ч, британская — 3024 ккал/ч. 
Единица появилась во время перехода от хранения в ледниках с регулярно обновляемым льдом к холодильным машинам. Машина с холодопроизводительностью в одну тонну охлаждения эквивалентна леднику, в котором за сутки полностью расходуется одна короткая тонна льда.